# Lisa Gelius
Lisa Gelius (ur. 23 lipca 1909 w Monachium, zm. 14 stycznia 2006 w Kreuth) – niemiecka lekkoatletka, która specjalizowała się w biegach płotkarskich i sprinterskich oraz rzucie oszczepem.
Cztery razy zdobywała medale światowych igrzysk kobiet (w 1930 złoto w sztafecie 4x100, srebro w biegu na 60 metrów i brąz na dystansie 100 m; w 1934 wygrała rzut oszczepem). Podczas mistrzostw Europy w Wiedniu (1938) została pierwszą w historii mistrzynią Starego Kontynentu w oszczepie oraz wywalczyła srebro w biegu płotkarskim na 80 metrów. Dwunastokrotna mistrzyni Niemiec swoją karierę kontynuowała do 1950 roku. Dwa razy ustanawiała rekordy Niemiec w rzucie oszczepem doprowadzając go do poziomu 45,74 w 1938.